# Classe Sangamon
La classe Sangamon fu una classe di portaerei di scorta della United States Navy, composta da quattro unità entrate in servizio nel 1942 e utilizzate durante le operazioni belliche della seconda guerra mondiale.

## Caratteristiche
Nei primi anni 1940 gli Stati Uniti d'America, a causa delle vicende belliche della seconda guerra mondiale, ritennero necessario dotarsi di una nuova categoria di unità militari, le portaerei di scorta. Per far fronte alla necessità di dotarsi di tali unità nel 1942 quattro petroliere di squadra dell'US Navy, ancora in fase di costruzione, vennero modificate per ricoprire quel ruolo, prestando servizio in maniera efficace durante gli sbarchi nel Nord Africa e nella lotta in Nord Atlantico contro gli U-Boot tedeschi.
La costruzione verteva su di un grosso scafo ad alto bordo libero, una piccola isola e un ponte di volo piuttosto alto sul livello del mare, pur essendo la lunghezza complessiva di circa 168 metri. In tutto vi erano a bordo circa 30 aerei, con un totale di 2 cannoni da 127 mm, 8 cannoni Bofors 40 mm e 12 mitragliere da 20 mm.
La potenza motrice verteva su di un sistema a turbine a vapore su 2 assi, da 13.500 hp per un massimo di 18 nodi di velocità. Non esisteva alcuna corazzatura, anche se l'armamento antiaereo era molto potente per una nave che in effetti era solo un mezzo di scorta, di seconda linea. La mancanza di sufficienti navi portaerei rese necessario l'uso di queste navi anche in azioni di prima linea, con una forza aerea piccola ma completa di 12 caccia Grumman F4F Wildcat, 9 bombardieri in picchiata Douglas SBD Dauntless e 9 aerosiluranti Grumman TBF Avenger, come dotazione iniziale. 

## Unità
Le navi erano:
- USS Sangamon
- USS Santee
- USS Suwannee
- USS Chenango

Esse arrivarono per la loro prima azione sulle coste dell'Algeria nel novembre 1942. La loro carriera vide poi l'impiego in Pacifico, dove nel 1944 tre di esse vennero colpite da kamikaze, e una di queste, la Santee, anche da un siluro. La nave ebbe nondimeno solo danni limitati, che vennero riparati entro il gennaio 1945.
La Sangamon venne danneggiata gravemente da un altro kamikaze nel maggio 1945, con un incendio di diverse ore che tuttavia non l'affondò, ma non fece in tempo a ritornare in azione e venne posta in riserva e demolita. Si trattò di una classe di navi sorprendentemente robuste, di cui nessuna andò persa in diversi anni di impiego e con pesanti danni a bordo, nonostante la presenza di numerosi aerei imbarcati e la mancanza di corazza protettiva. In un caso, la Suwannee venne colpita da un kamikaze, il 25 ottobre 1944, che causò molti danni e vittime; il giorno dopo, riparata e in grado di partecipare alle operazioni aeree, venne colpita da un altro kamikaze che centrò un aerosilurante sul ponte: l'esplosione distrusse entrambi gli aerei e altri 9 siti nelle vicinanze, danneggiando ulteriormente la nave. Nondimeno, dopo un paio di mesi di riparazioni ritornò operativa e partecipò agli sbarchi di Okinawa.